# Imsouane
Imsouane  (in arabo امسوان‎?) è un centro abitato e comune rurale del Marocco situato nella prefettura di Agadir-Ida ou Tanane, regione di Souss-Massa. Conta una popolazione di 8 866 abitanti (censimento 2014).